# 蕨叶草
蕨叶草（学名：Pteridophyllum racemosum），又名蕨叶罂粟，是日本特有种，多年生常绿草本植物，分布於本州中部和东北部的高山针叶林中或林边。

## 特征
总状花序，花茎基生，高20－30厘米，上部生有白色的4瓣花，一般下垂，花期6月－8月。叶深绿色，似蕨类植物的叶，因此得名。

## 分類

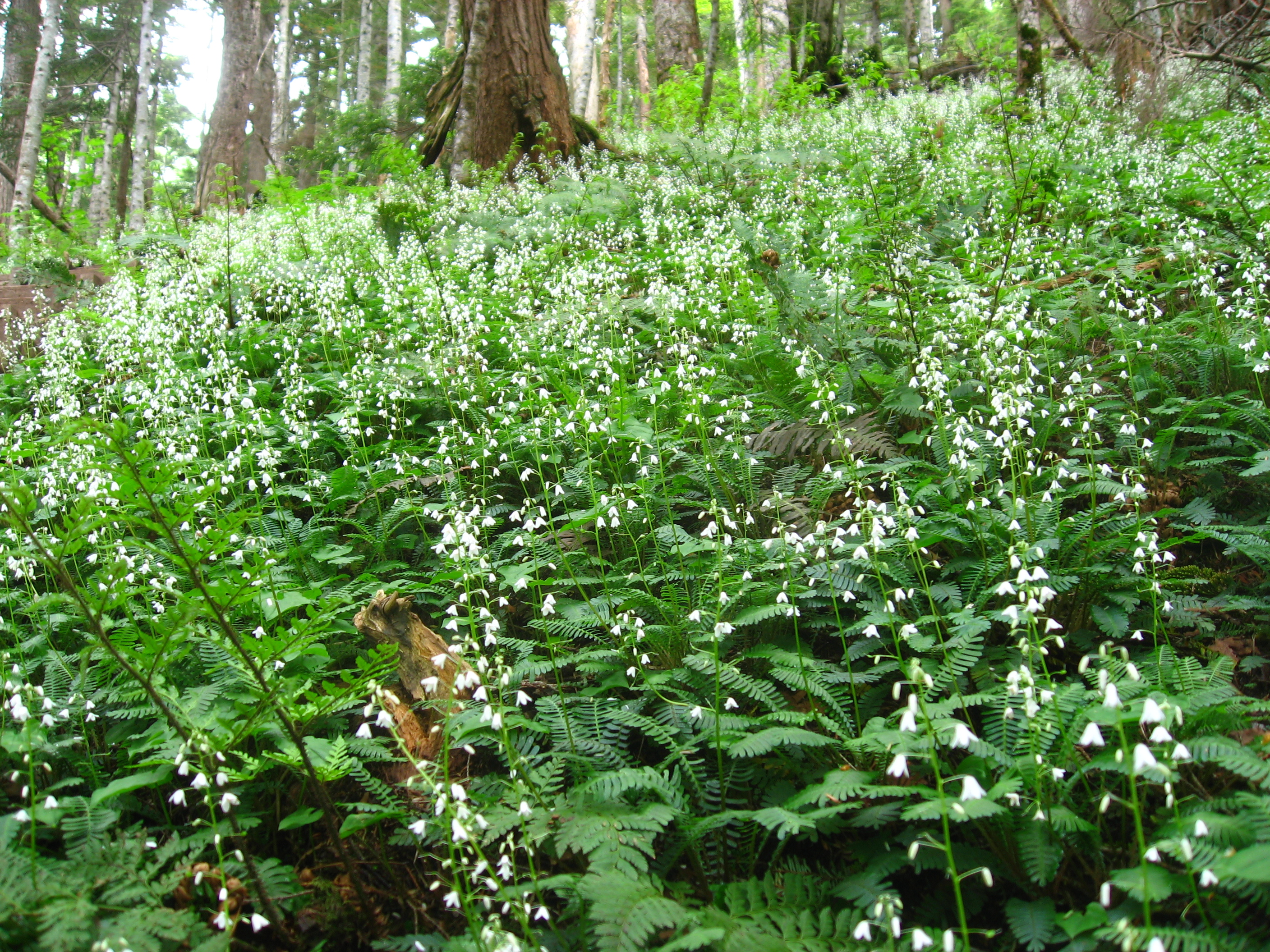
日本尾瀨国立公園帝釋山的山路

蕨叶草科也叫蕨叶木科或蕨罂粟科，只有1属1种——蕨叶草，生长在日本。
1981年的克朗奎斯特分类法将其列入荷包牡丹科，1998年根据基因亲缘关系分类的APG 分类法虽然单独列为一个科，但也认为可以选择性地和荷包牡丹科及罂粟科合并，2003年经过修订的APG II 分类法维持原来的分类不变。2009年最新修订的APG III 分类法將其併入罌粟科中。